# Inhumaine (roman)
Inhumaine (Depraved Heart, dans l'édition originale en anglais) est un roman policier et thriller américain de Patricia Cornwell publié en 2015. C'est le vingt-troisième roman de la série mettant en scène le personnage de Kay Scarpetta.

## Résumé
Le Dr Kay Scarpetta, experte en médecine légale, enquête sur un décès très suspect à Cambridge, Massachusetts, quand un message mystérieux apparaît sur son téléphone. Une vidéo s’affiche, impossible à interrompre, montrant sa nièce Lucy vingt ans plus tôt à l’académie du FBI. Ce qu’elle y découvre, Scarpetta n’osera le partager ni avec son mari Benton Wesley, agent du FBI, ni avec le détective Pete Marino, ni même avec Lucy. Elle craint que cette vidéo ne signale la réapparition de sa plus vieille ennemie, qu’elle pensait disparue depuis longtemps. Tout aussi troublant, le FBI lui-même s’acharne contre Lucy pour la confondre dans une affaire qui pourrait l’envoyer en prison jusqu’à la fin de ses jours. Ces évènements seraient-ils liés ? Pour protéger tous ceux qu’elle aime, Scarpetta doit affronter une meurtrière machiavélique aux actions inhumaines.

## Éditions
Édition originale américaine
- (en) Patricia Cornwell, Depraved Heart, New York, William Morrow and Company, 27 octobre 2015 (ISBN 978-0-06-232540-2)

Édition française
- Patricia Cornwell et Andrea H. Japp (traductrice) (trad. de l'anglais), Inhumaine : roman [« Depraved Heart »], Paris, Éditions des Deux Terres, 2 mars 2016, 495 p. (ISBN 978-2-84893-241-5, BNF 44520806)
- Patricia Cornwell et Andrea H. Japp (traductrice) (trad. de l'anglais), Inhumaine [« Depraved Heart »], Paris, Librairie générale française, coll. « Le Livre de poche Thriller », 1er mars 2017, 636 p. (ISBN 978-2-253-08656-7, BNF 45232244)